# حسن روشن
سیدحسن روشن (زاده ۱۲ خرداد ۱۳۳۴) بازیکن سابق تیم ملی فوتبال ایران و نیز عضو باشگاه‌های تاج تهران و الاهلی امارات بوده است.
او در جام جهانی ۱۹۷۸ عضو تیم ملی فوتبال ایران بود و توانست در دیدار برابر پرو گل ایران را به ثمر برساند؛ نتیجه پایانی بازی ۴–۱ به سود تیم پرو گردید. وی مدتی در زمان افشارزاده مدیریت آکادمی استقلال را نیز برعهده داشت که چندی بعد با استعفا وی همراه شد. سیدحسن روشن از بهترین مهاجمان تاریخ باشگاه استقلال است و به عنوان یکی از گلزن‌ترین مهاجمان تاریخ تیم ملی ایران است.
وی معتقد است که عمه او بهترین و پر افتخار ترین بازیکن استقلال و بهترین مربی است  !
گل او به عقاب در ۲۵ اسفند ۱۳۵۱ در بازی پایانی جام باشگاه‌های تهران باعث قهرمانی تاج در این مسابقات شد. او در المپیک ۱۹۷۶ مونترال موفق به بازکردن دروازه تیم لهستان شد.

## مستند آبی روشن
در سال ۱۴۰۱ یک فیلم مستند با نام آبی روشن که به زندگی شخصی و فوتبال وی می‌پرداخت به تهیه کنندگی و کارگردانی ابوالفضل توکلی ساخته و در شبکه مستند پخش شد، در این مستند چهره‌های فوتبالی همچون حشمت مهاجرانی، حسین کلانی، هادی نراقی، فرهاد مجیدی، و… حضور داشتند.

## سال‌های نخست
سیدحسن روشن متولد کوی تابس شمیرانات (دربند) و پسر ارشد خانواده سیدمنوچهر روشن (فوتبالیست صاحب نام محله اختیاریه تهران) و باشگاه شرق است. وی در دوره دبیرستان به دبیرستان نراقی (منظریه) که دارای امکانات مناسب ورزشی بود رفت و با تیم منتخب دبیرستان، رتبه سوم آموزشگاه‌های منطقه شمیرانات را کسب کرد. سال ۱۳۵۰ با تیم منتخب دبیرستان نراقی به عنوان سوم آموزشگاه‌های تهران دست یافت تا توسط استاد نادر لطیفی برای مسابقات قهرمانی آموزشگاه‌های ایران (در کرمان) به تیم منتخب دعوت شود، رقابت‌هایی که با قهرمانی تیم تهران پایان یافت. وی در پست گوش راست بازی قابل قبولی ارائه داد و با ثبت ۳ گل و ۴ پاس گل اولین موفقیت فوتبالی خویش را جشن گرفت.
حسن نیز مانند بسیاری از ایرانیان هم نسل خود در خانواده ای اهل فوتبال به دنیا آمد. پدرش برای او توپ پلاستیکی خودش را خرید تا هنگام فوتبال اذیتشان نکند. حسن در محله بازی می‌کرد و در یکی از مسابقات با تیم سعدآباد، همایون بهزادی، مهاجم ملی پوش آن زمان به او نزدیک شد و با او زمزمه کرد: «تو بازیکن کاملی هستی».
بعدها بهزادی روشن را برای تیم شرق لیگ دسته سوم تهران به خدمت گرفت. سهم او در این تیم چندان موفق نبود و این تیم نتوانست به دسته دوم صعود کند و متعاقباً منحل شد. از آنجایی که روشن کوچولو طعم فوتبال رقابتی را چشید، مصمم بود به جای بازگشت به فوتبال خیابانی، به یک باشگاه در لیگ بپیوندد. در سال ۱۳۴۸ روشن به باشگاه تاج (امروزه استقلال تهران) یکی از دو باشگاه بزرگ ایران پیوست.
روشن ۱۳ ساله بود که به تیم جوانان تاج پیوست. او در ابتدا با مشکلات زیادی از جمله دور بودن خانه اش از محل تمرین تاج در نازی‌آباد مواجه بود. پدرش او را تا زمین‌های فوتبال و تمرین تاج همراهی می‌کرد. پدرش یا منتظر می‌ماند تا حسن تمرین را تمام کند، با دقت به حرکات او نگاه می‌کرد یا به یک فرصت نصف فرصت می‌داد که در یک مسابقه بزرگسالان شرکت می‌کرد که بزرگتر علاقه به بازی فوتبال داشت. در طول سفر طولانی خود به خانه، پدر حسن همیشه با او فوتبال صحبت می‌کرد، هیچ‌وقت از این موضوع خسته نمی‌شد و همیشه مایل بود در مورد بهبود بازی و مهارت‌های او توصیه و راهنمایی کند.
اولین موفقیت روشان در مسابقات قهرمانی فوتبال مدرسه رقم خورد. در کلاس ششم مدرسه پاسارگاد شمیران در تیم فوتبال مدرسه عضویت داشت. او طعم شیرین قهرمانی را در همان سنین پایین تجربه کرد و به قهرمانی و موقعیت‌های بزرگ آینده فکر کرد. اگرچه قهرمانی در سطح مدرسه شیرین بود، اما روشان به‌طور جدی به بازی در این سطح از فوتبال جز سرگرمی و پرکردن خلأ فکر نمی‌کرد.
اولین طعم فوتبال واقعی او زمانی بود که یک تیم جوانان برزیلی برای یک بازی دوستانه در شهر بود. ۲۰ هزار تماشاگر در ورزشگاه امجدیه مشتاق تماشا و لذت بردن از جادوهای برزیلی بودند. به نوعی مربی تصمیم گرفت به روشان جوان فرصت دهد تا ۲۰ دقیقه آخر را بازی کند. این یک تجربه بسیار دشوار برای یک جوان بود که هرگز در مقابل بیش از دوازده نفر بازی نکرد. ترس او از جمعیت و فشار بسیار زیادی که احساس می‌کرد، قابل غلبه نبود و تیم مسابقه را با نتیجه ۲–۱ واگذار کرد.

## رکوردها
تنها ملی پوش ایران که در جام جهانی، جام ملت‌های آسیا، المپیک و بازی‌های آسیایی برای تیم ملی فوتبال ایران گلزنی کرده است، و از این حیث در بین تمام بازیکنان تاریخ فوتبال ایران صاحب این رکورد است.
جوان‌ترین گلزن تاریخ شهرآورد تهران با ۱۸ سال و ۳۵۷ روز سن.

## افتخارات
تیم ملی فوتبال ایران
قهرمان آسیا (۲دوره)
🥇 بازی‌های آسیایی ۱۹۷۴
🏆 جام ملت‌های آسیا ۱۹۷۶
مقام سوم آسیا
🥉 جام ملت‌های آسیا ۱۹۸۰
انتخابی آسیا
مقام اول آسیا در صعود به جام جهانی فوتبال ۱۹۷۸
صعود به بازی‌های المپیک تابستانی ۱۹۷۶
استقلال تهران
قهرمان
🏆 قهرمان لیگ فوتبال ایران جام تخت جمشید ۱۳۵۳
🏆قهرمان جام باشگاه‌های تهران ۱۳۵۰
🏆قهرمان جام باشگاه‌های تهران ۱۳۵۱
مقام دوم
🥈 نایب قهرمان جام باشگاه‌های تهران ۱۳۶۱
مقام سوم
🥉مدال برنز جام باشگاه‌های آسیا ۱۹۷۱
باشگاه الاهلی امارات
قهرمانی
🏆قهرمان لیگ برتر فوتبال امارات ۸۰–۱۹۷۹
🏆قهرمان جام رئیس دولت امارات ۷۸–۱۹۷۷
🏆قهرمانی جام رئیس دولت امارات ۸۹–۱۹۹۰
افتخارات فردی
⚽️ سیدحسن روشن جوان‌ترین گلزن تاریخ دربی تهران است.
⚽️ سیدحسن روشن تنها بازیکن ایرانی است که در تمام تورتمنت‌های قاره ای و جهانی برای تیم ملی گل زده است